# Phrudocentra pupillata
Phrudocentra pupillata är en fjärilsart som beskrevs av W. Warren 1897. Phrudocentra pupillata ingår i släktet Phrudocentra och familjen mätare. Inga underarter finns listade i Catalogue of Life.